# ディアダニエル
ディアダニエル（英：Dear Daniel）は、日本のサンリオによるキャラクター。デザイナーは山口裕子。

## 概要
1993年に開発されたキティの幼少期という設定のシリーズ「ベビーキティシリーズ」で、赤ちゃんの姿で初登場。
1999年にハローキティ（キティ・ホワイト）のボーイフレンドとして、成長した姿が登場した。公式にはキャラクター開発年は1999年となっている。
デザイナーは、3代目ハローキティデザイナーの山口裕子である。
ダニエルという名は、『小さな恋のメロディ』の主人公の名前に由来する。

## 開発経緯
山口によると、それまでのアイドルが恋人の存在をひた隠す風潮が当たり前だった中、1990年代に安室奈美恵が恋人がいることを世間に公表したことに衝撃を受けたと言い、流行と時流を敏感にキャッチし盛り込むことが売れるキャラクタを作る上での重要なポイントであるという持論を踏まえ、キティにも彼氏を作らなくてはいけないと思い立ったという。こうして作られたのがダニエル・スターであった。

## キャラクター
ダニエル・スター（Daniel Star）
担当声優 - たかはしごう（2023年まで）、不明（2023年11月以降）
誕生日は5月3日。ロンドン出身。キティにそっくりな外見で、キティとミミィ（キティの妹）と同い年である男の子。立った前髪がトレードマーク。性格はキティ同様に明るい一方で、センチメンタルでナイーブな一面も併せ持つ。パパのカメラマンの仕事の関係でアフリカや世界を回っていた。趣味は動物の写真を撮ること。特技はダンスとピアノ。好きなものはチーズケーキとヨーグルト。将来の夢はカメラマンか芸能人。家族構成は父、母、弟の4人家族だが、現時点ではダニエルの家族は、パパ以外の公式イラストやプロフィールは存在しない。

## 楽曲
- 1999年11月12日にサンリオピューロランドで枚数限定で販売された8cmCD「SANRIO PUROLAND ORIGINAL CD Vol.3 ロマンティック・クリスマス」に収録された「ホワイト・エンジェル」で、キティとダニエルがデュエット。これがダニエルの初CDである[13]。
- 一般のCDショップに流通するCDとしての初シングルは、2002年6月12日にBMG JAPANから発売されたマキシシングル「恋しちゃいなタウン/もう泣かないよ」で、キティとダニエルがデュエットしている。

## サンリオキャラクター大賞の順位
『いちご新聞』の読者投票企画「サンリオキャラクター大賞」では第17回（2002年）の3位が歴代最高である。
2013年サンリオキャラクター大賞20位。2013年サンリオキャラクター大賞の特別企画である「これやります宣言」で、「10位以内ならキティにプロポーズする」と宣言していたが、ランクインを逃したため叶わなかった。
2020年は、コロナ関連によるサンリオショップの臨時休業が相次ぎ、思うようにサンリオショップ店頭からの投票（チップde投票）が出来なかったため、サンリオキャラクター大賞終了後の6月12日から30日にかけて、スピンアウト企画の 「チップde投票リターンズ」がサンリオショップ各店舗で開催され、サンリオショップのひとつのハーモニーランドにおいての結果は「ディアダニエル」は14位であった（この回の票は、公式にはサンリオキャラクター大賞本戦の結果には反映されない）。
- 2024年サンリオキャラクター大賞28位
- 2023年サンリオキャラクター大賞29位
- 2022年サンリオキャラクター大賞24位
- 2021年サンリオキャラクター大賞25位
- 2020年サンリオキャラクター大賞27位（いちご新聞ランキング14位[18]）。
- 2019年サンリオキャラクター大賞26位（いちご新聞ランキング8位[19]）。
- 2018年サンリオキャラクター大賞34位（いちご新聞ランキング11位[20]）。
- 2017年サンリオキャラクター大賞26位（いちご新聞ランキング12位[21]）。
- 2016年サンリオキャラクター大賞34位（いちご新聞ランキング16位[22]） ／ なでる投票29位[23]。
- 2015年サンリオキャラクター大賞31位（いちご新聞ランキング21位[24]）。
- 2014年サンリオキャラクター大賞20位圏外[25]（Bグループ8位[注釈 1]、いちご新聞ランキング24位[27]）。
- 2013年サンリオキャラクター大賞20位。
- 2012年サンリオキャラクター大賞20位[28]。
- 2011年サンリオキャラクター大賞 - 出場なし[29]。
- 2010年サンリオキャラクター大賞20位圏外[30]。
- 2009年サンリオキャラクター大賞9位[1]。
- 2008年サンリオキャラクター大賞10位圏外。
- 2007年サンリオキャラクター大賞10位圏外。
- 2006年サンリオキャラクター大賞7位。
- 2005年サンリオキャラクター大賞6位。
- 2004年サンリオキャラクター大賞5位。
- 2003年サンリオキャラクター大賞6位。
- 2002年サンリオキャラクター大賞3位。
- 2001年サンリオキャラクター大賞4位。
- 2000年サンリオキャラクター大賞4位。
- 1999年サンリオキャラクター大賞5位[1]。

## その他

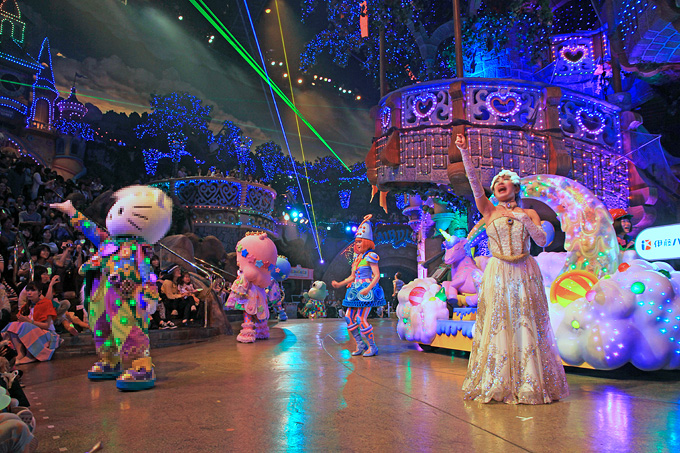
Miracle Gift Parade

- 現在のところ、『いちご新聞』で未だに表紙を大きく飾ったことはない[31]。
- サンリオピューロランドのライブショーや舞台作品にライブキャラクター（着ぐるみ）として出演しており、2020年現在も主に「Miracle Gift Parade」や「KAWAII KABUKI 〜ハローキティ一座の桃太郎〜」に出演している。また、当園のキャラクターグリーティングにも不定期に登場する。